# Морган, Мэри
Мэри Сюзанна Морган (англ. Mary Susanna Morgan; 1952) — английский экономист.
Бакалавр (1978) и доктор философии (1982) Лондонской школы экономики. Работала в Банке Англии (1978—1979), преподавала в университете Йорка (1984-87) и Лондонской школе экономики (с 1988; профессор с 1999). Член редколлегии Journal of Economic Methodology.
Член Британской академии (2002; входит в руководящий комитет Секции экономики и экономической истории). Иностранный член Датской королевской академии (2002).

## Основные произведения
- «История эконометрических идей» (The History of Econometric Ideas, 1990);
- «Основания эконометрического анализа» (The Foundations of Econometric Analysis, 1995, в соавторстве с Д. Хендри).